# Lista craterelor de impact din Africa
Această listă de cratere de impact din Africa, include toate craterele de impact confirmate astfel cum sunt enumerate în Earth Impact Database. Aceste cratere au fost cauzate de coliziunile meteoriților mari sau cometelor cu Pământul. Pentru craterele erodate sau îngropate, diametrul declarat de obicei se referă la o estimare a diametrului jantei originale, și poate să nu corespundă cu caracteristicile aflate azi la suprafață.
| Nume                            | Locație                   | Diametru | Vârstă (ani)                | Coordonate                                    |
| ------------------------------- | ------------------------- | -------- | --------------------------- | --------------------------------------------- |
| Amguid                          | Algeria                   | 0,45 km  | < 100.000                   | 26°5′N 4°24′E / 26.083°N 4.400°E              |
| Aorounga                        | Ciad                      | 12,6 km  | < 345 milioane              | 19°6′N 19°15′E / 19.100°N 19.250°E            |
| Aouelloul                       | Mauritania                | 0,39 km  | 3,0 ± 0,3 milioane          | 20°15′N 12°41′V / 20.250°N 12.683°V           |
| Arkenu 1                        | Libia                     | 6,8 km   | < 140 milioane              | 22°6′N 23°48′E / 22.100°N 23.800°E            |
| Arkenu 2                        | Libia                     | 10 km    | < 140 milioane              | 22°3′N 23°43′E / 22.050°N 23.717°E            |
| Structura BP                    | Libia                     | 2 km     | < 120 milioane              | 25°19′N 24°19′E / 25.317°N 24.317°E           |
| Bosumtwi                        | Ghana                     | 10,5 km  | 1,07 milioane               | 6°30′N 1°25′V / 6.500°N 1.417°V               |
| Gweni-Fada                      | Ciad                      | 14 km    | < 345 milioane              | 17°25′N 21°45′E / 17.417°N 21.750°E           |
| Kalkkop                         | Africa de Sud             | 0,64 km  | 0,25 milioane               | 32°43′S 24°26′E / 32.717°S 24.433°E           |
| Kamil                           | Egipt                     | 0,045 km | < 2.000                     | 22°1′6″N 26°5′15″E / 22.01833°N 26.08750°E    |
| Kgagodi                         | Botswana                  | 3,5 km   | < 180 milioane              | 22°29′S 27°35′E / 22.483°S 27.583°E           |
| Luizi                           | Republica Democrată Congo | 17 km    | < 575 milioane              | 10°10′S 28°00′E / 10.167°S 28.000°E           |
| Morokweng                       | Africa de Sud             | 70 km    | 145,0 ± 0,8 milioane        | 26°28′S 23°32′E / 26.467°S 23.533°E           |
| Oasis                           | Libia                     | 18 km    | < 120 milioane              | 24°35′N 24°24′E / 24.583°N 24.400°E           |
| Ouarkziz                        | Algeria                   | 3,5 km   | < 70 milioane               | 29°0′N 7°33′V / 29.000°N 7.550°V              |
| Roter Kamm                      | Namibia                   | 2,5 km   | 3,7 ± 0,3 milioane          | 27°46′S 16°18′E / 27.767°S 16.300°E           |
| Talemzane                       | Algeria                   | 1,75 km  | < 3 milioane                | 33°19′N 4°2′E / 33.317°N 4.033°E              |
| Tenoumer                        | Mauritania                | 1,9 km   | 21.400 ± 9.700              | 22°55′N 10°24′V / 22.917°N 10.400°V           |
| Tin Bider                       | Algeria                   | 6 km     | < 70 milioane               | 27°36′N 5°7′E / 27.600°N 5.117°E              |
| Tswaing (fost Pretoria Saltpan) | Africa de Sud             | 1,13 km  | 0,220 ± 0.052 milioane      | 25°24′30″S 28°04′58″E / 25.40833°S 28.08278°E |
| Vredefort                       | Africa de Sud             | 300 km   | 2.023 milioane ± 4 milioane | 27°0′S 27°30′E / 27.000°S 27.500°E            |

## Cratere de impact neconfirmate
Craterele următoarele sunt considerate oficial „neconfirmate”, deoarece acestea nu sunt listate în Earth Impact Database. Din cauza unor cerințe stricte cu privire la probe, craterele nou-descoperite sau cele pentru care este dificil să se colecteze probe sunt, în general cunoscute cu ceva timp înainte de a deveni listate.
| Nume                  | Locație                    | Diametru        | Vârstă (ani) | Coordonate                                  |
| --------------------- | -------------------------- | --------------- | ------------ | ------------------------------------------- |
| Kebira                | Regiunea Gilf Kebir, Egipt | 31 km           | 100 milioane | 24°40′N 24°58′E / 24.667°N 24.967°E         |
| Temimichat            | Mauritania                 | 0,75 km         | necunoscută  | 24°15′N 9°39′V / 24.250°N 9.650°V           |
| Structura Wembo-Nyama | Republica Democrată Congo  | 36–46 km (est.) | 60 milioane  | 3°37′52″S 24°31′07″E / 3.63111°S 24.51861°E |